# Bahnhof Bochum Nord
Der Bahnhof Bochum Nord liegt am heutigen Ostring in Bochum und diente lange Zeit dem Personen- und Güterverkehr auf der Bahnstrecke Osterath–Dortmund Süd, die 1874 von der Rheinischen Eisenbahn-Gesellschaft eröffnet wurde. Der Personenverkehr wurde 1979 eingestellt, der Güterbahnhof ist Standort des Hauptzollamts der Stadt Bochum.
Es ist eines der wenigen Eisenbahngebäude Bochum, welches Kriegszerstörung und Rückbau überdauert hat. Weiterhin ist es ein authentisch erhaltener Gedenkort an die Deportationen in der NS-Zeit.

## Geschichte

Empfangsgebäude aus westlicher Richtung (um 1915)

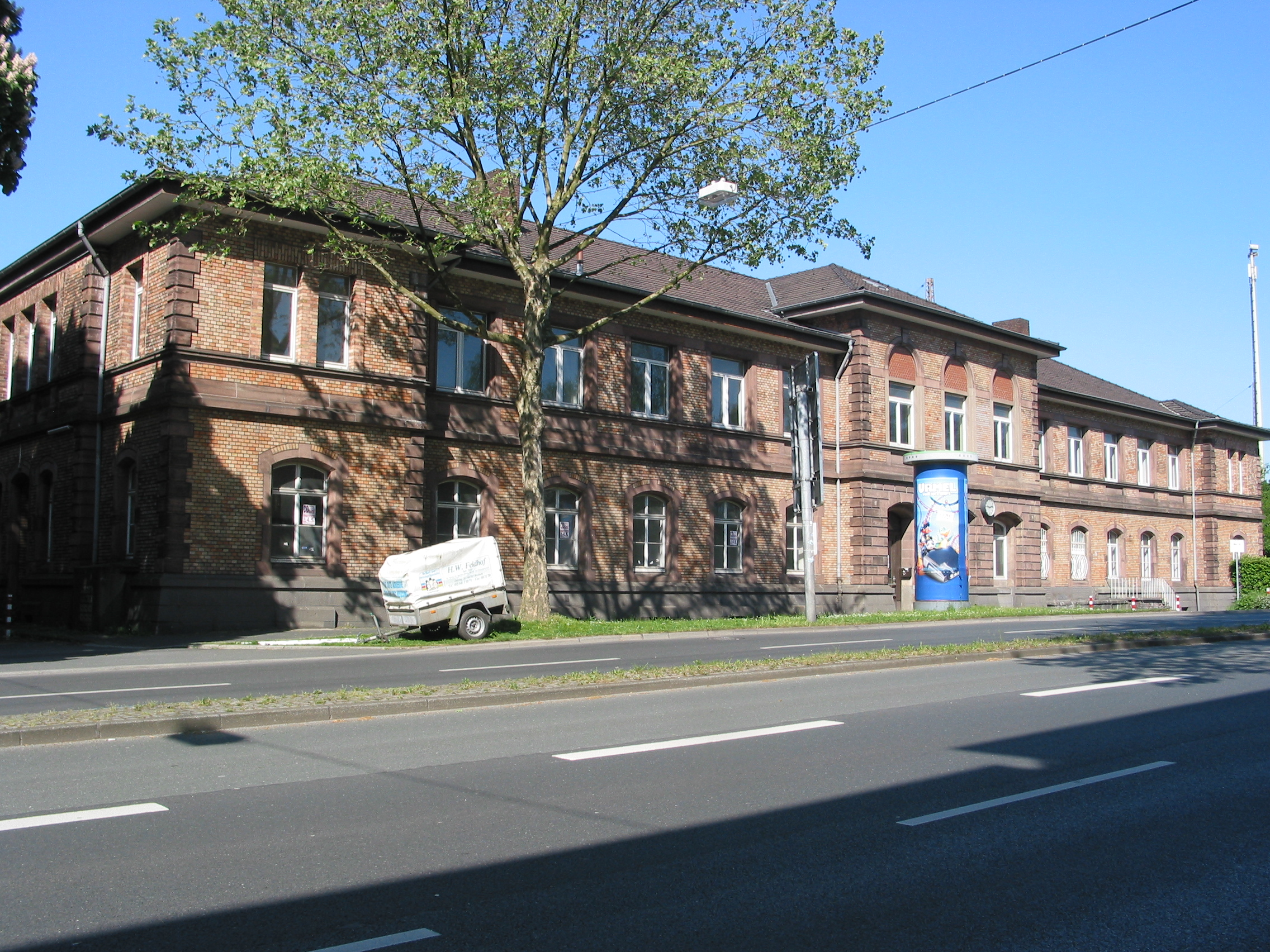
Empfangsgebäude aus westlicher Richtung (2008)

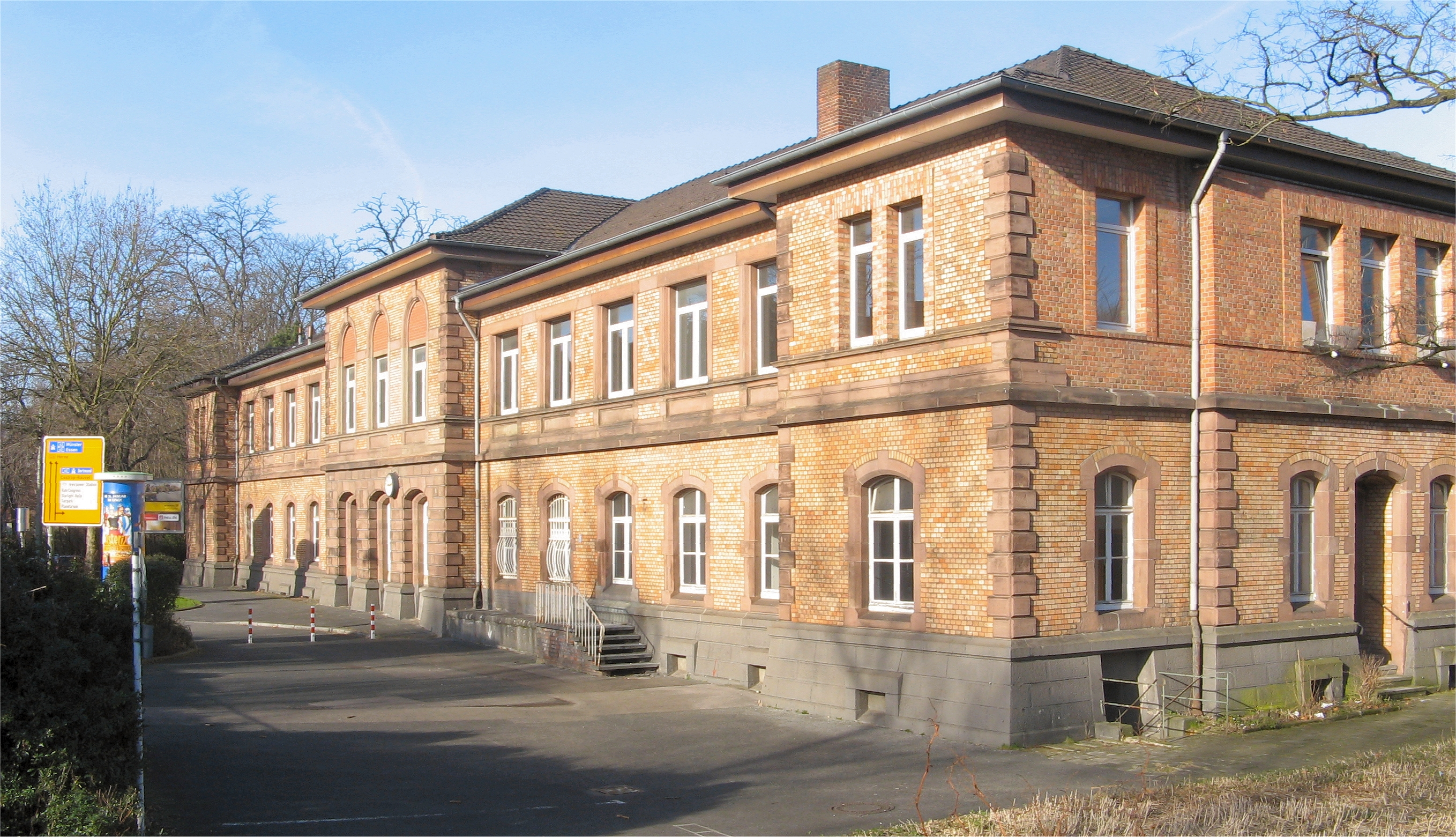
Empfangsgebäude aus östlicher Richtung (2008)

Der ursprünglich „Rheinischer Bahnhof“ oder „Bochum Rheinisch“ genannte Bahnhof wurde in den Jahren 1871 bis 1874 angelegt und am 15. Oktober 1874 eröffnet. An der Nordseite des Bahnhofsgeländes wurde ein Betriebswerk mit elfständigem Ringlokschuppen errichtet, der heute noch teilweise erhalten ist.
Nach Verstaatlichung der privaten Eisenbahngesellschaften um 1880 verlor der Personenverkehr auf der Rheinischen Strecke an Bedeutung gegenüber dem auf der Bergisch-Märkischen Bahn, während der Güterverkehr durch die angeschlossenen Zechen und Stahlwerke eher weiter wuchs. So erhielt der Bahnhof 1883 durch eine Verbindungsstrecke nach Weitmar über die Bahnstrecke Essen-Überruhr–Bochum-Langendreer in Dahlhausen Anschluss an die Ruhrtalbahn. Direkt an den Güterbahnhof Bochum Nord angebunden war außer der Victoria-Brauerei, deren Gleisanschluss die Blumenstraße unterquerte, auch eine Werksbahn, die später über das Gelände der Stahlwerke Bochum nordwärts bis zu den Schachtanlagen der Zeche Lothringen in Bochum-Gerthe verlängert wurde.
Die zwischen Bochum und Dortmund-Dorstfeld unmittelbar nebeneinander verlaufenden Strecken der Rheinischen und der Bergisch-Märkischen Bahn wurden um 1908 so umgebaut, dass der Personenverkehr vom langsameren Güterverkehr getrennt werden konnte. Östlich des Bahnhofs Bochum Nord sind aus dieser Zeit mehrere Überführungsbauwerke erhalten, die heute nur noch zum Teil genutzt werden. Außerdem die zum Abbruch vorgesehene Straßenbrücke zwischen Lohring und Harpener Straße unmittelbar am Ostende des Bahnhofs. Nach dem Ersten Weltkrieg wurde die Personenverkehrsstrecke auf der nördlichen Trasse der ehemaligen Rheinischen Bahn weiter ausgebaut.
In der Zeit des Nationalsozialismus fanden die Deportationen von jüdischen Bürgern, Sinti und Roma und weiterer Opfer des Nationalsozialismus in der Regel über den Nordbahnhof statt. „In Bochum begannen diese Deportationen an zwei Orten: Am Südbahnhof und am Nordbahnhof. Die Bochumer Juden wurden zunächst nach Dortmund gebracht und von dort mit weiteren Juden aus dem Regierungsbezirk Arnsberg weitertransportiert. Ziele waren Riga (27. Januar 1942), Zamość (27. April 1942), Theresienstadt (29. Juli 1942 und 5. März 1943) und Auschwitz (1. März 1943). Es wurden insgesamt 596 Bochumer Juden deportiert. Die meisten von ihnen verstarben in den Ghettos oder Lagern der besetzten polnischen Gebiete oder wurden dort ermordet. (…) Nachgewiesen ist der Nordbahnhof als Ausgangspunkt des Transportes nach Theresienstadt Ende Juli 1942. (…) Sinti und Roma werden von hier aus nach Auschwitz deportiert. Der Nordbahnhof ist auch Ausgangspunkt für die Transporte von Zeugen Jehovas und Homosexuellen in verschiedene Vernichtungslager.“
Nach der Eröffnung des Bochumer Hauptbahnhofes 1957 verlagert sich der größte Teil des Personenverkehrs dorthin. Im Jahr 1959 wurde das Betriebswerk aufgegeben.
1979 wurde der Bahnhof im Personenverkehr stillgelegt. Die Zugverbindungen auf der ehemaligen Rheinischen Eisenbahn (Langendreer–Bochum-Präsident) entfielen; die heutige Glückauf-Bahn über die Bahnstrecke Bochum–Gelsenkirchen (nach Herne, Wanne-Eickel oder Gelsenkirchen) wurde durch den Bau einer Verbindungskurve, welche den Konrad-Adenauer-Platz im Bochumer Bermuda3eck überbrückt, mit dem Bochumer Hauptbahnhof verbunden.

## Empfangsgebäude, Erhalt des Gebäudes und Einrichtung eines Gedenkortes

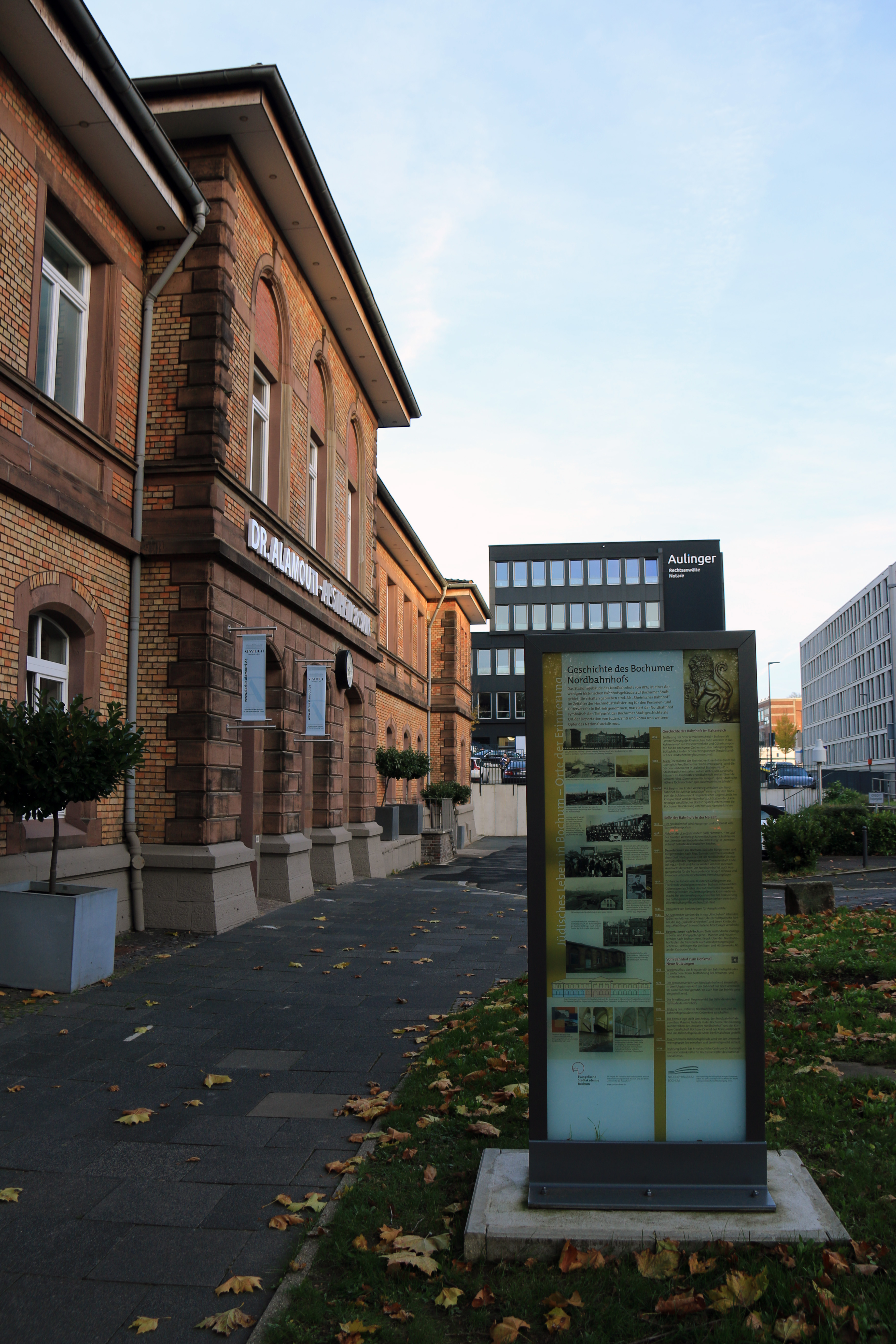
Ansicht der Fassade mit der Gedenkstele zum Nordbahnhof und den Deportationen, 2021

Das Empfangsgebäude von 1874, das für die zusätzliche Aufnahme von Büros der Bahngesellschaft größer als vergleichbare Bauten war, verlor nach dem Zweiten Weltkrieg das komplette zweite Obergeschoss. Seit der Einstellung des Personenverkehrs 1979 wurde es noch lange Zeit als Bürogebäude von Dienststellen der Deutschen Bundesbahn genutzt. Im Inneren sind trotz Umbauten teilweise noch Treppen und andere Details aus der Bauzeit erhalten. Der Architekturhistoriker und Denkmalpfleger Hans Hanke, Vorsitzender der Kortumgesellschaft Bochum, schrieb über das Gebäude: „Wer das Haus von innen gesehen hat, wird sich an den gußeisernen Säulen, der schönen Treppe und den hübschen Fußböden erfreut haben. Hier ist das Empfangsgebäude von 1874 noch eindrucksvoll erhalten.“ Der Versuch, das Gebäude unter Denkmalschutz zu stellen, scheiterte 1997.
Die Privatbrauerei Moritz Fiege erwarb das Empfangsgebäude im Jahr 2000. Fiege hoffte auf Nutzungsmöglichkeiten in Form von Gastronomiebetrieben und Anwaltsbüros, da unmittelbar benachbart das neue Justizzentrum geplant war. Im Sommer 2015 beantragte die Privatbrauerei Moritz Fiege den Abriss des Gebäudes, da verdeckte Baumängel (z. B. im an der Rückseite in den Bahndamm hinein gebauten Erdgeschoss) stark erhöhte Sanierungskosten bedingten und aus ihrer Sicht dadurch keine wirtschaftliche Nutzung möglich sei. Gegen einen Abbruch regte sich öffentlicher Widerstand. Nach Ansicht der Abbruchgegner muss das Bauwerk wegen seines Denkmalwerts, d. h. wegen seiner Bedeutung für die Bochumer Stadtgeschichte, erhalten bleiben. Das Gebäude wurde schließlich an einen privaten Investor verkauft, der trotz der Sanierungskosten eine ähnliche Nutzung für wirtschaftlich tragbar hielt. Dort wurde eine private Klinik eröffnet.
Vor dem Gebäude wurde 2020 die Gedenkstele „Geschichte des Bochumer Nordbahnhofs - Der Nordbahnhof als Ort von Deportation und die Vernichtung der jüdischen Gemeinde Bochum“ eingeweiht. Sie ist Teil des Stelenweg „Jüdisches Leben in Bochum und Wattenscheid“. In dem Gebäude wurde am 5. September 2021 der Gedenkort Nordbahnhof eröffnet. Er umfasst unter anderem ein Saal mit einer kleinen Ausstellung zu den Deportationen. Auch finden hier regelmäßig Vorträge statt.

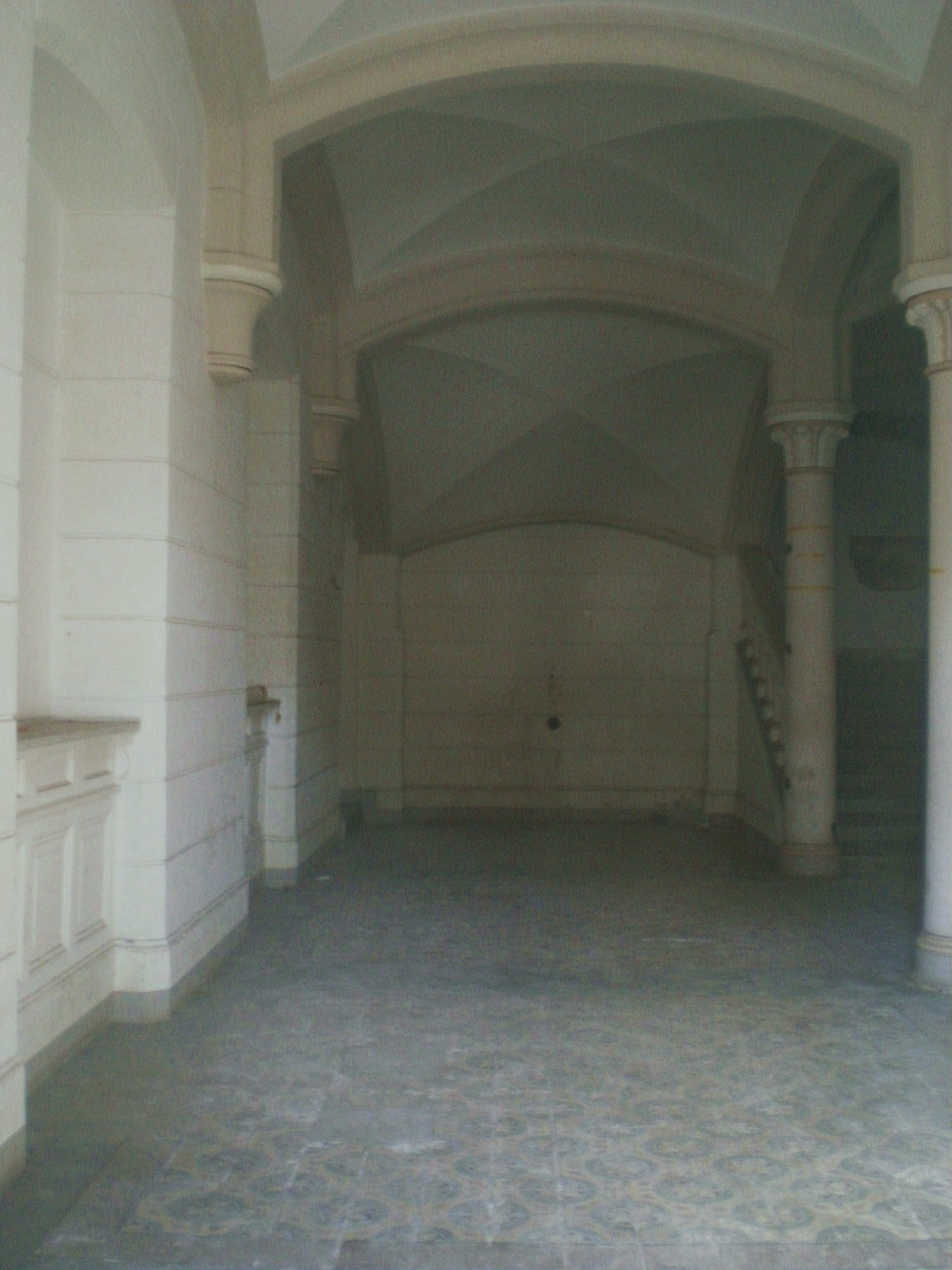
Schalterhalle (2016)
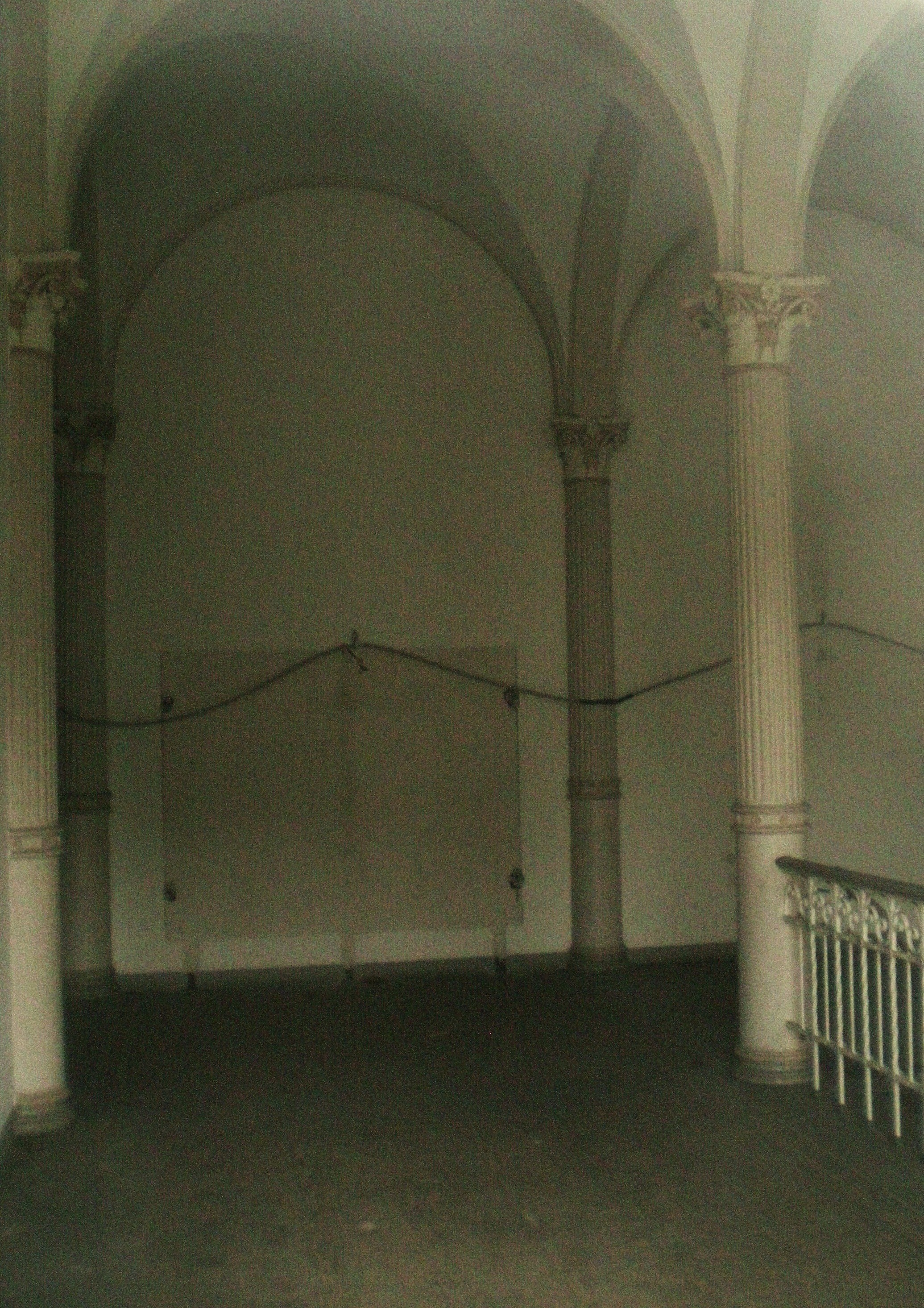
Flur im Obergeschoss, Kreuzgratgewölbe und kannelierte Säulen mit korinthischen Kapitellen (2016)
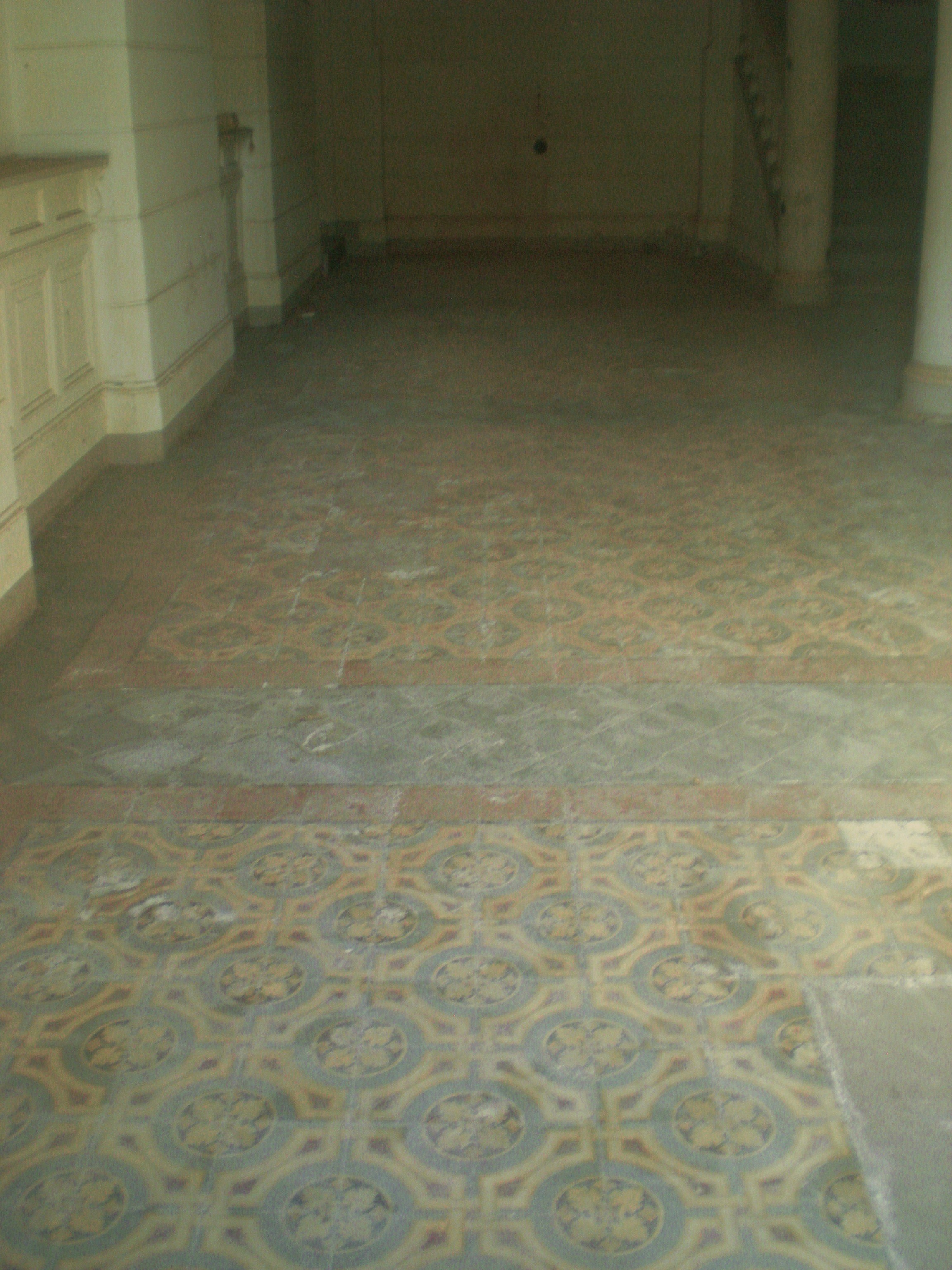
Ornament-Fliesen in der Schalterhalle (2016)